# Доходный дом Пивоваровой
Доходный дом Пивоваровой — объект культурного наследия, который располагается по адресу улица Шаумяна, 45/28 в Ростове-на-Дону. Объект культурного наследия согласно приказу № 191 Областной инспекции по охране труда и эксплуатации памятников истории и культуры от 29 декабря 2004 года. В честь кого дом носит именно такое название — не известно.

## История
Доходный дом Пивоваровой был построен в конце XIX — в начале XX века врачом Петром Павловичем Чубухчиевым. Здание было его собственностью вплоть до 1915 года. В доме, помимо его собственного врачебного кабинета по лечению кожных и венерологических заболеваний, находились ещё и врачебные кабинеты дантистов Ревич и Розовской-Суликовой, а также работала контора помощника присяжного поверенного Абрамова — Трапезонцева. Дом сохранился до XXI столетия.
В феврале 2013 года стало известно, что здание было частично реконструировано без получения официального согласия на это в связи со статусом объекта. Первый этаж дома сдавался в аренду под кафе. В апреле 2013 года появилась информация, что с фундаментом дома проводятся ремонтные работы для врезки в канализацию, при том, что не были соблюдены все законодательные нормы. В результате проводимых работ, по словам жильцов, в квартирах появились трещины. Сотрудником областного министерства культуры было зафиксировано нарушение целостности объекта, взятого под охрану государства.